# Brăteasca, Argeș
Brăteasca este un sat în comuna Merișani din județul Argeș, Muntenia, România.